# Davide Nicoletti
Davide Anthony Nicoletti (Toronto, 22 marzo 1986) è un allenatore di hockey su ghiaccio ed ex hockeista su ghiaccio canadese naturalizzato italiano, di ruolo difensore.

## Carriera

### Club
Nicoletti, dopo essere cresciuto in alcune leghe giovanili nordamericane, nel 2006 si iscrisse all'Università dell'Alabama a Huntsville, disputando quattro stagioni nel campionato NCAA e vincendo due titoli della conference College Hockey America.
Nel 2010 si trasferì in Europa nella Serie A italiana, ingaggiato dal Pontebba.
Nell'estate del 2012 Nicoletti trovò un accordo con l'Asiago, squadra con cui aveva già svolto un provino prima di firmare con il Pontebba. Pochi giorni più tardi non superò le visite mediche e fece ritorno in Canada; più tardi la società veneta risolse il contratto con il giocatore.
Nella stagione 2012-2013 trovò spazio prima nella EIHL con il Braehead Clan, poi in Nordamerica con i Cincinnati Cyclones, squadra della ECHL.
Nell'estate del 2013 approdò all'HC Bolzano, squadra neoiscritta nella lega hockeistica austriaca, la EBEL. Con la maglia degli altoatesini vinse la EBEL 2013-2014.
L'anno seguente fece ritorno in Serie A firmando un contratto annuale con l'HC Valpellice, ma saltò l'intero campionato a causa di un infortunio al piede. Ritornò a giocare, sempre con i piemontesi, nel corso della stagione 2015-2016.
Nel febbraio 2016 lasciò Torre Pellice firmando un accordo fino al termine della stagione con l'HC Bolzano.
Al termine del campionato annunciò il ritiro dall'attività agonistica per intraprendere la professione di personal trainer a Toronto.
Nella città canadese intraprese la carriera di allenatore nelle squadre giovanili dei Toronto Marlboros (nella prima assistente allenatore della Under-16, poi  head coach per una stagione ciascuna delle squadre Under-14, Under-15, Under-16 e Under-18).

### Nazionale
Nicoletti, nell'aprile del 2014, esordì con la maglia della Nazionale italiana in un incontro amichevole con il Kazakistan, nel quale riuscì a segnare la sua prima rete con il Blue Team. Nello stesso anno partecipò al campionato mondiale disputatosi in Bielorussia.

## Palmarès

### Club
- Campionato austriaco: 1

Bolzano: 2013-2014
- Coppa Italia: 1

Valpellice: 2015-2016
- College Hockey America: 2

University of Alabama-Huntsville: 2006-2007, 2009-2010
- EIHL Gardiner Conference: 1

Braehead: 2012-2013

### Individuale
- Maggior numero di reti per un difensore della NAHL: 1

2005-2006 (16 reti)
- NAHL All-Rookie First Team: 1

2005-2006
- OJHL South Best Defensive Player Award: 1

2005-2006
- OJHL First All-Star Team: 1

2004-2005